# August Friedrich Reiser

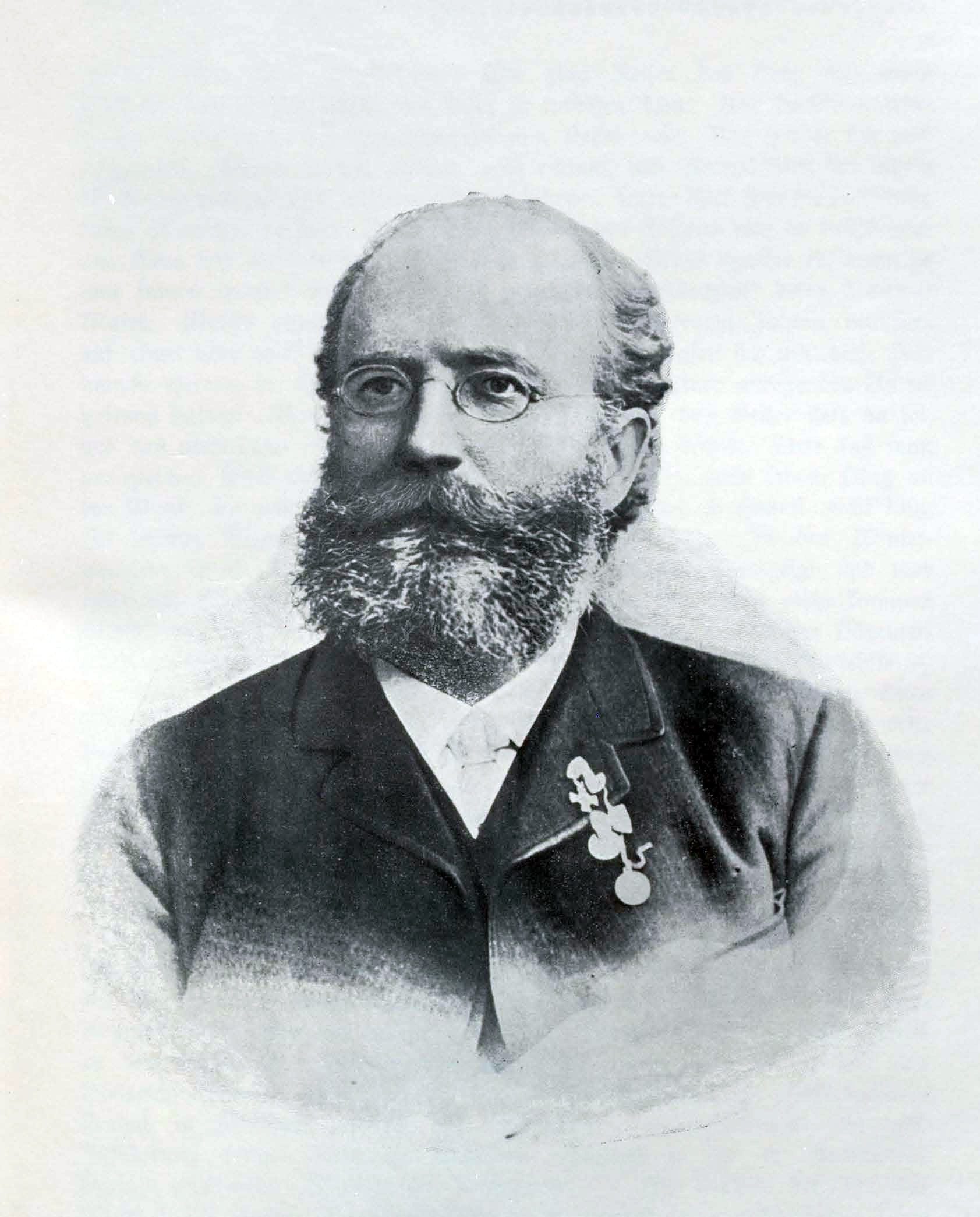
Fotografia d'August Reiser.

August Friedrich Reiser (Gammertingen, Baden-Württemberg, 19 de gener, 1840 - Haigerloch, Baden-Württemberg, 22 d'octubre, 1904) fou un compositor i professor de música alemany.
Les primeres lliçons de música les va rebre del seu pare i després August, va rebre classes privades de música del seu oncle Heinrich Reiser, director de l'escola de Gammertingen, que gaudia d'una excel·lent reputació com a professor de música. August era ambiciós com a instrumentista i cantant i esperava formar-se com a músic com el seu cosí Fritz (1839-1879), que va ser preparat específicament per Heinrich Reiser per assistir al Conservatori de Múnic. No obstant això, el pare d'August va insistir en una educació pràctica, de manera que el noi amant de la música va haver de completar un aprenentatge comercial a Biberach an der Riss després d'assistir a l'escola, i després d'acabar-la va treballar com a empleat a Sigmaringen i Stuttgart. D'aquesta manera, August s'hauria de preparar per a la presa de possessió de la botiga dels seus pares a Gammertingen. Després que el seu pare va patir un ictus a finals de 1860, August Reiser es va veure obligat a incorporar-se al negoci de la familia. Només de mala gana va assumir les tasques associades i, en canvi, es va esforçar per obtenir una formació musical addicional amb el mestre de capella Thomas Täglichsbeck. El 1863 Reiser es va casar amb la filla d'un comerciant Rosalie Mock (1839–1921) de Haigerloch; però el matrimoni tampoc va ajudar a la seva motivació com a empresari.
El 1865 Reiser va vendre la botiga i la casa que va heretar i va començar una inquieta vida itinerant, per a disgust dels seus sogres, que temien pel futur de la seva filla. Reiser va buscar fortuna a l'estranger, viatjant a Sud-àfrica, Índia i Amèrica del Nord. A Chicago va viure un temps amb el germà de la seva mare, David Reiser (1822-1916), que havia emigrat als Estats Units el 1848, i després va fer una gira pel mig-oest americà amb una companyia d'òpera. Va tornar amb les mans buides el 1871.
August Reiser va trobar feina en una botiga de música a Friburg de Brisgòvia, probablement per la mediació de la seva germana Hulda (1844–1930), que s'havia casat amb el propietari i editor de la impremta Josef Xaver Dilger (1840–1904). Poc després, Reiser es va traslladar a la fàbrica de pianos Schiedmayer a Estrasburg, on es va convertir en un exitós director de la sucursal. Ara va tornar a trobar temps per seguir estudis musicals i compondre. El 1879 va seguir una temptadora trucada a Colònia, on l'editor Peter Josef Tonger (1845–1917) li va oferir l'edició de la Neue Musikzeitung. A més de la seva feina com a editor, Reiser va assumir la direcció del club de cant de Colònia Sängerkreis i va ensenyar com a professor de cant al Reialgymnasium de Colònia. Va escriure crítiques d'òpera per a la Kölnische Zeitung.
Malgrat aquestes activitats diverses, Reiser va ser sempre actiu com a compositor. El seu espectre anava des de cançons populars senzilles fins a obertures i simfonies. Va crear il·lustracions orquestrals per a contes de fades, va publicar una col·lecció coral, va musicar cançons infantils i juvenils i va compondre misses per a cors de Cecilia. La seva "Reform Piano School" va tenir una àmplia difusió en poc temps. Reiser va ser un especialista amb les seves actuacions melodramàtiques de Nadal i concerts per a solistes, cors i declamacions amb acompanyament de piano, que eren considerades el millor material per a actuacions d'aficionats.
El mal de gota va obligar finalment a Reiser a acomiadar-se de Colònia; En un article a la Neue Musikzeitung, l'escriptora Elise Polko resumeix els seus serveis a la vida musical de la ciutat catedral. Reiser i la seva dona van tornar a la seva terra natal de Hohenzollern. El 1886 es van establir a Haigerloch, la ciutat natal de Rosalie Reiser, on el pacient va buscar alleujament als banys d'acer d'Imnau. Però fins i tot allà aviat se li va demanar que assumís la direcció dels dos cors masculins, l'associació de cantants i la corona de lieder com a mestre de cor, tasca que va assumir amb gran èxit durant molts anys. El seu caràcter afable i el seu sentit de l'humor inesgotable el van fer popular entre cantants i conciutadans.
En el cercle dels membres de la Haigerlocher Museums-Gesellschaft va destacar com a brillant narrador, sobretot quan va informar de la seva estada a Colònia. Va compondre, va participar en festivals de cançons amb els seus cors i sovint se li demanava jutjar. Després de 1900 la seva malaltia va empitjorar. Va buscar alleujament durant les estades de balneari a Wildbad, Wörishofen, Baden-Baden i Rippoldsau. Una recaiguda severa el va confinar al llit durant tres mesos. La icterícia també el va debilitar. August Reiser va morir el 22 d'octubre de 1904. Una gran multitud dolguda es va acomiadar de l'home que durant anys havia estat el centre de la vida intel·lectual, artística i social a la petita ciutat del districte de Hohenzollern.